# Чорний колір
Чо́рний ко́лір — ахроматичний колір, відсутність світового потоку від об'єкта. В системі RGB позначається як #000000. У геральдиці — чернь.
Станом на 2014 рік найчорнішою речовиною на Землі є Vantablack.
| Колір                 | Зображення |
| --------------------- | ---------- |
| Чорний колір          |            |
| Сірий колір           |            |
| Сріблястий колір      |            |
| Білий колір           |            |
| Золотавий колір       |            |
| Каштановий колір      |            |
| Коричневий колір      |            |
| Бурий колір           |            |
| Шамуа                 |            |
| Оливковий колір       |            |
| Трав'яний колір       |            |
| Аква                  |            |
| Аквамарин             |            |
| Бірюзовий колір       |            |
| Рожевий колір         |            |
| Малиновий колір       |            |
| Пурпуровий колір      |            |
| Бордовий колір        |            |
| Вишневий колір        |            |
| Шоколадний колір      |            |
| Колір слонової кістки |            |
| Хакі                  |            |
| Беж                   |            |

## Еталони та пігменти
- Сажа
- Палена кістка
- Марс чорний
- Графить

## Символізм,міфологіяі повір'я
У багатьох народів є кольором трауру, з чорним кольором зв'язують темні сили.
Навпаки, на Сході вважається символом добра, чистоти і досконалості.
Чуваші тваринам чорного кольору приписують надприродну силу. Вважається, наприклад, що ворон знає зловмисність всіх людей і щоразу, коли він, каркаючи, пролітає над людьми, він у такий спосіб передбачає майбутнє, попереджає про біди. Якщо у матері-чувашки один за іншим вмирають малі діти, то новонародженій дитині, щоб він залишився в живих, дають ім'я якої-небудь тварини чорної масті.
За чуваським же повір'ям, півень чорної масті приносить щастя своєму господареві.
Раніше північні чуваші приносили злому духу Вупканові, що заподіює заразливі хвороби в жертву три чорних барани.
Чорний — традиційний колір анархістів та фашистів. Під чорним прапором воювали загони Н. І. Махна в час Громадянської війни в Росії (1917—1922) та Чорні бригади. Історія чорного прапора сходить до часів Ліонських повстань (1831 і 1834), коли повсталі красильники використовували чорний прапор на противагу монархічному прапору, де переважав білий колір.
Чорне духівництво в православ'ї — чернецьке духівництво.
Чорний колір символізує скорботу, душевну втрату, горе та біль. Це також колір землі та багатства.

## Мистецтво
- «Чорний квадрат»
- «Люди в чорному»
- Пісня «Два кольори»

## Увексилології
- Чорний колір на державному прапорі Мозамбіку символізує Африканський континент.

## Різне
- Чернетка
- Чорне море
- Чорний вересень
- Чорний вівторок
- Чорна сцена